# Anton Levin von Wintheim
Anton Levin von Wintheim (auch: Antonius Levinus, ab oder a Windheimb oder Wintheimb, * 1642 (getauft 12. Juli 1642) in Hannover; † (beigesetzt) 26. Januar 1702 ebenda) war ein deutscher Jurist und Bürgermeister.

## Leben
Anton Levin von Wintheim entstammte der alten Patrizier- und Kaufmannsfamilie derer von Wintheim und war ein Sohn des Levin von Windheim (1616–1670) und der Gertrud Magdalene geb. Bulle (1618–1709). Geboren inmitten der Wirren des Dreißigjährigen Krieges, studierte er ab 1660 an der Universität Helmstedt sowie an der Universität Jena.
1684 wurde von Wintheim gegen den Gegenkandidaten Philipp Manecke zum Bürgermeister der Stadt Hannover gewählt und behielt diese Stellung bis zu seinem Tode. Er gehörte zu jenen drei Ratsmitgliedern, die während der aufgezwungenen Reform der Stadtverfassung von 1699 im Amt blieben.
Verheiratet war er mit Anna Elisabeth Soehle aus Blankenburg (1660–1704).

## Ehrungen
Die 1914 angelegte Windheimstraße im Stadtteil Linden-Nord wurde nach der Ratsfamilie benannt.